# Vespasiano Bignami

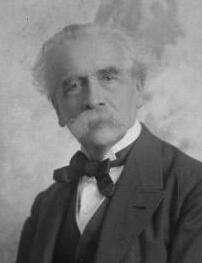
Vespasiano Bignami

Vespasiano Bignami, genannt Vespa, (geboren 18. Oktober 1841 in Cremona, Kaisertum Österreich; gestorben 28. Februar 1929 in Mailand) war ein italienischer Maler, Kunstkritiker und Herausgeber.

## Leben
Vespasiano Bignami wuchs in Cremona auf. Sein Bruder Osvaldo Bignami (1856–1936) wurde ebenfalls Maler. Er studierte an der Accademia Carrara di Bergamo bei Enrico Scuri, unter seinen Kommilitonen waren Giuseppe Amisani und Giovanni Barrella. Bignami schlug sich zunächst in Bergamo als Kunstmaler mit verschiedenen Auftragsarbeiten durch und setzte ab 1861 seine Arbeit in Mailand fort, wo er sich der Gruppe Scapigliatura anschloss. Er zeichnete, auch unter Pseudonym, für die satirischen Zeitschriften L’Uomo di pietra, Mefistofele und Spirito folletto. Er gründete die Künstlergemeinschaft und Kunstzeitschrift „Famiglia Artistica Milanese“, die eine anti-akademische Haltung einnahm. Er engagierte sich zugunsten sozialistischer Ideen, war Mitglied des Gemeinderats und schrieb für sozialdemokratische Zeitungen. Er schrieb auch lombardische Mundartdichtungen.

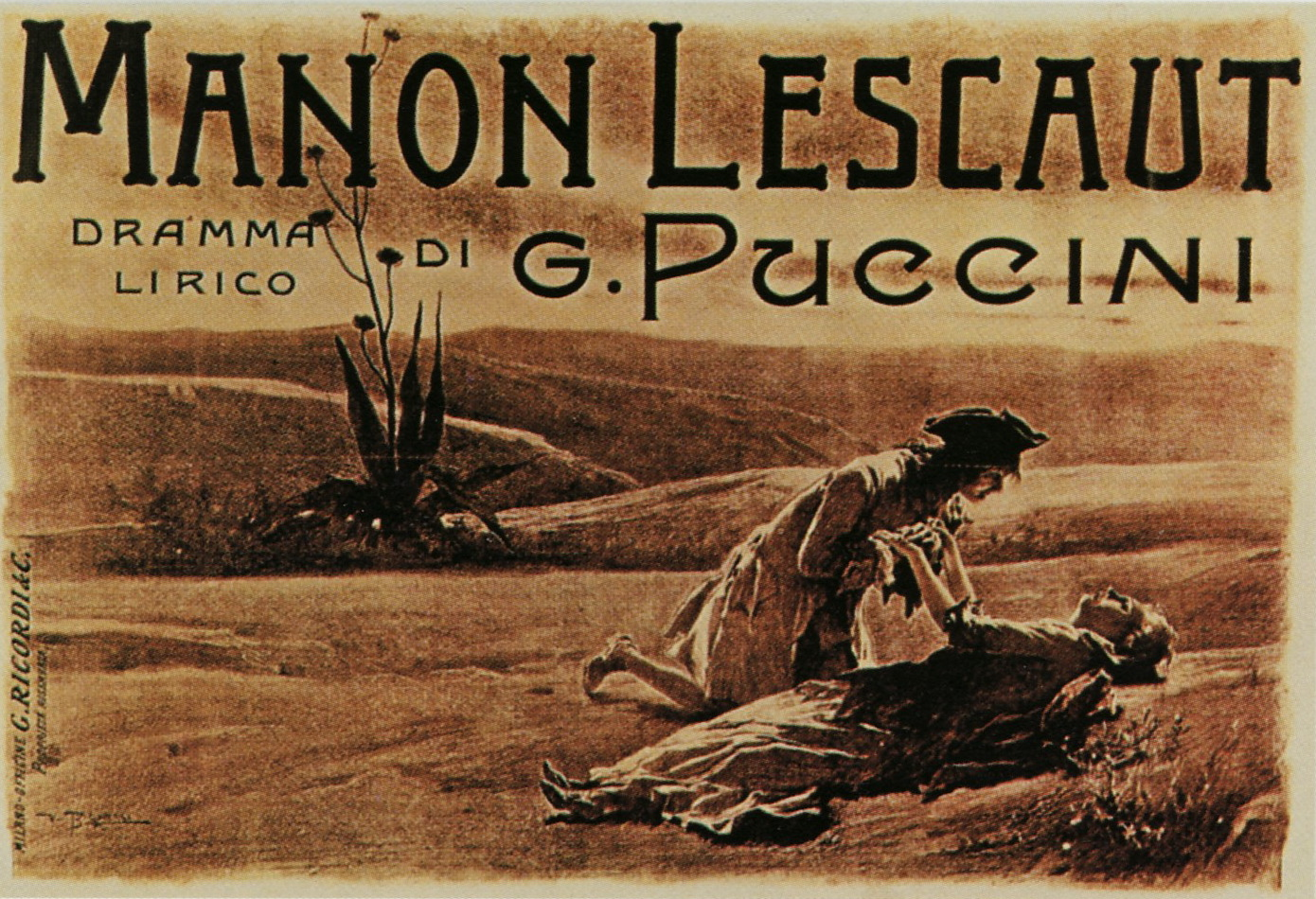
Plakat für Manon Lescaut (ohne Jahr)

1869 gewann er in einer Ausstellung an der Brera einen von Heinrich Mylius gestifteten Preis mit dem Bild Lezione di Botanica. Er war Coautor bei den Künstlerbiografien von Francesco Barzaghi und Cesare Tallone und schrieb Studien über Eleuterio Pagliano und Mosè Bianchi. Bignami lehrte von 1893 bis 1921 als Professor für „disegno e figura“ an der Accademia di Brera.
Sein Nachlass wird vom Fondo Bignami verwaltet, der sich der Kunstförderung widmet.

## Schriften (Auswahl)
- La Portinara. Lyrik
- Ferravilla e compagni : studi critici e biografici di Cletto Arrighi, Ferdinando Fontana e Jarro. Mailand : Aliprandi, 1890
- (Hrsg.): La Pittura Lombardia del sec. 19º. Mailandlano : Tip. Capriole e Massimino, 1900
- Il pittore Mosè Bianchi di Monza. Rom : Direzione della Nuova Antologia, 1904
- mit Ciro Caversazzi: Cesare Tallone. Bergamo : Collezione di monografie illustrate, 1921